# Dickens (Iowa)
Dickens és una població dels Estats Units a l'estat d'Iowa. Segons el cens del 2000 tenia 202 habitants.

## Demografia
Segons el cens del 2000, Dickens tenia 202 habitants, 74 habitatges, i 58 famílies. La densitat de població era de 92,8 habitants per km².
Dels 74 habitatges en un 36,5% hi vivien nens de menys de 18 anys, en un 75,7% hi vivien parelles casades, en un 2,7% dones solteres, i en un 20,3% no eren unitats familiars. En el 16,2% dels habitatges hi vivien persones soles el 6,8% de les quals corresponia a persones de 65 anys o més que vivien soles. El nombre mitjà de persones vivint en cada habitatge era de 2,73 i el nombre mitjà de persones que vivien en cada família era de 3,1.
Per edats la població es repartia de la següent manera: un 29,2% tenia menys de 18 anys, un 4% entre 18 i 24, un 30,2% entre 25 i 44, un 25,2% de 45 a 60 i un 11,4% 65 anys o més.
L'edat mediana era de 39 anys. Per cada 100 dones de 18 o més anys hi havia 110,3 homes.
La renda mediana per habitatge era de 44.167 $ i la renda mediana per família de 43.750 $. Els homes tenien una renda mediana de 26.786 $ mentre que les dones 20.515 $. La renda per capita de la població era de 13.344 $. Entorn del 7,7% de les famílies i el 4,5% de la població estaven per davall del llindar de pobresa.

## Poblacions més properes
El següent diagrama mostra les poblacions més properes.